# Битва под Полянами
Битва под Полянами произошла 26 апреля (7 мая) 1794 года во время польского восстания (бунта) под руководством Тадеуша Костюшко.

## Силы сторон
После боя под Неменчином русские отряды под командованием полковника Киреева (150 донских казаков) и подполковника Левица (четыре роты Нарвского и две роты Псковского полков, 1 170 человек), состоявшие из остатков русского гарнизона в Вильно, отступили на Михалишки. Там они соединились с пехотным полком полковника М. И. Деева, выступившим из Риги, и батальоном Эстляндского егерского корпуса подполковника Шилинга, прибывшим из Постав.
Полковник Михаил Иванович Деев принял на себя командование объединённым отрядом (около 3 300 человек личного состава) и двинулся на Ошмяны. Виленский комендант полковник Якуб Ясинский, желая устранить угрозу Вильно со стороны русских войск, 5 мая выступил из Вильно двумя густыми колоннами против отряда Деева. Войско повстанцев (бунтовщиков) состояло из 1-го, 3-го, 4-го и 7-го пехотных полков, 1-й и 3-й конных бригад, 1-го полка стражи татарской Киркора под командованием полковника Барановского и 5 тысяч конфедератов.

## Ход боя
26 апреля (7 мая) 1794 года в 11 часов утра произошла битва под Полянами (в 7 километрах к северу от Ошмян). Повстанцы (бунтовщики) разделились на шесть колонн и двинулись в атаку. При приближении на пушечный выстрел повстанцы (бунтовщики) построились в две линии и начали артиллерийский обстрел. Однако полковник М. И. Деев смог отразить вражеские атаки и предпринял штыковую контратаку (пять рот Тамбовского полка, Эстляндский батальон, три роты Нарвского полка и две роты Псковского полка), опрокинул и одержал над поляками победу, причём отбив 6 пушек (три большие и три малые). Далее Русские войска наступали более десяти вёрст, однако не смогли догнать конфедератов. С наступлением сумерек, полковник Якуб Ясинский отступил в сторону Вильно. Полковник Деев не стал преследовать противника.

## Итоги
У повстанцев (бунтовщиков) полковник М. Деев захватил три большие и три малые пушки. В бою повстанцы потеряли около 500 солдат, 34 конфедерата были захвачены в плен, в том числе один офицер. Русские потери составили 173 солдата и один православный священник.
2 (15) мая 1794 года М. Деев отправил рапорт Л. Беннигсену о сражении под Полянами. По признанию М. Деева: «…воины были так раздражены, что не давали пардону» (не брали в плен).

## Память
Во времена II Польской Республики в Полянах был установлен гранитный памятник, который позднее был утрачен.